# Ferrières-en-Brie
Ferrières-en-Brie ist eine französische Gemeinde mit 3887 Einwohnern (Stand 1. Januar 2022) im Département Seine-et-Marne in der Region Île-de-France. Sie gehört zum Arrondissement Provins und zum Kanton Ozoir-la-Ferrière. Ferrières-en-Brie gehört zur Ville nouvelle Marne-la-Vallée. Die Einwohner werden Ferrobriards genannt.

## Geographie
Ferrières-en-Brie befindet sich rund 26 Kilometer östlich von Paris und umfasst eine Fläche von 675 Hektar. Nachbargemeinden sind Bussy-Saint-Georges im Norden und Osten, Pontcarré im Süden sowie Collégien im Westen.

## Bevölkerungsentwicklung
| Jahr      | 1962 | 1968 | 1975 | 1982 | 1990 | 1999 | 2006 | 2011 | 2016 |
| Einwohner | 833  | 941  | 1031 | 1340 | 1445 | 1655 | 2078 | 2243 | 3222 |

## Sehenswürdigkeiten

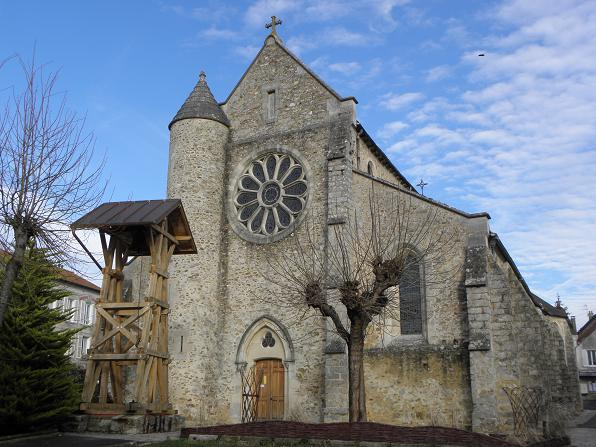
Kirche Saint Rémy

- Kirche Saint Rémy
- Schloss Ferrières

## Persönlichkeiten
- Der französische Mathematiker Charles Bioche (1859–1949) starb in Ferrières-en-Brie.

## Partnergemeinden
Seit 1987 verbindet Ferrières-en-Brie eine Partnerschaft mit Dunchurch in England.